# عشق (فیلم ۲۰۱۲)
عشق (به فرانسوی: Amour) نام فیلمی به کارگردانی میشائل هانکه و محصول ۲۰۱۲ می‌باشد که توانست در جشنوارهٔ کن سال ۲۰۱۲ نخل طلای بهترین فیلم را از آن خود کند. این فیلم ۱۲۷ دقیقه‌ای روایتی دردناک از زوج سالخورده‌ایست که دچار زوال عقلی شده‌اند. استفادهٔ هانکه از دو بازیگر قدیمی سینما یعنی ژان-لویی ترنتینیان و امانوئل ریوا، بسیار نوستالژیک و خاطره انگیز است. افتخارات این فیلم، مرزهای اروپا را هم درنوردید و توانست جایزهٔ بهترین فیلم خارجی زبان جشنواره‌های آمریکایی اسکار و گلدن گلوب را در سال ۲۰۱۳ کسب کند.

## خلاصه داستان
فیلم، داستان زوج موسیقیدان کهنسالی را به تصویر می‌کشد که پس از سالها معلمی، حالا دچار بیماری، تنهایی و مشکلات زیادی شده‌اند. زن (با بازی امانوئله ریوا) پس از سکته مغزی، قدرت تکلم و تحرک خود را از دست داده‌است و حالا این همسر پیرش (با بازی ژان لویی ترینتینان) است که از او پرستاری می‌کند و در این حین، خاطرات قدیم و عاشقانهٔ این دو مرور می‌شود…

## فیلم و جشنواره‌ها
| جشنواره                                | جایزه |
| -------------------------------------- | --- |
| جشنوارهٔ گلدن گلوب                      | برندهٔ جایزهٔ بهترین فیلم خارجی زبان سال |
| جشنوارهٔ کن فرانسه                      | برندهٔ نخل طلایی بهترین فیلم جشنواره کن |
| جشنوارهٔ هیئت ملی بازبینی، ایالات متحده | برندهٔ بهترین فیلم خارجی زبان سال |
| جشنوارهٔ فیلم اروپا                     | برندهٔ جایزهٔ بهترین فیلم و کارگردانی و بهترین بازیگر مرد و زن سال |
| جشنوارهٔ فیلم بفتا                      | برندهٔ جایزهٔ بهترین فیلم غیر انگلیسی زبان سال و برندهٔ بهترین بازیگر زن سال برای امانوئل ریوا                                                                                  |
| هشتاد و پنجمین دوره جایزهٔ اسکار        | برندهٔ جایزهٔ بهترین فیلم غیر انگلیسی زبان و نامزد ۴ جایزهٔ بهترین فیلم سال، بهترین بازیگر زن نقش اول برای امانوئل ریوا، بهترین نویسندگی و بهترین کارگردانی برای میشاییل هانکه. |